# Margareta Juncu
Margareta Juncu est une joueuse d'échecs roumaine  née Margareta Mureșan le 13 mars 1950 à Cluj-Napoca en Roumanie). Elle fut quart de finaliste du tournoi des candidates en 1982.

## Biographie et carrière
Grand maître international féminin depuis 1982, Margareta Juncu a remporté trois fois le championnat de Roumanie (en 1983, 1985 et 1987).

### Championnats du monde
Margareta Juncu a participé à deux tournois interzonaux féminins :
- en 1981, elle remporta le tournoi interzonal de Tbilissi féminin avec 10,5 points sur 14, ce qui la qualifiait pour le tournoi des candidates disputé l'année suivante ;
- en 1982, elle  perdit le match de quart de finale des candidates face à Semenova 4,5 à 6,5.
- en 1985, elle finit huitième du tournoi interzonal de Jeleznovodsk  avec 8 points sur 15, tournoi interzonal remporté par Marta Litinska.

### Compétitions par équipe
Margareta Juncu a représenté la Roumanie lors de sept olympiades féminines de 1978 à 1990, marquant 40 points en 70 parties et remportant trois médailles par équipe.
- En 1982, elle jouait au premier échiquier et remporta la médaille d'argent par équipe.
- En 1984 et 1986, elle jouait au premier échiquier et remporta la médaille de bronze par équipe.